# Autres (Lost : Les Disparus)
Pour les articles homonymes, voir Les Autres.
Les « Autres » sont un groupe de personnages fictifs qui vivent sur l'île mystérieuse du feuilleton télévisé Lost : Les Disparus. La plupart sont représentés comme les antagonistes des personnages principaux du feuilleton, bien que, par la suite, ils semblent moins hostiles aux survivants du vol 815 et sont devenus leurs alliés pour surmonter les plus grandes menaces. Selon le personnage Sayid Jarrah, au moins 50 « Autres » vivaient sur le côté nord de l'île lors de l'épisode 18 de la troisième saison. Le magazine Wizard les a classés 98e plus grands méchants de tous les temps.
Dans l'histoire, ce nom leur a été donné par Danielle Rousseau et a été adopté par les survivants du vol 815 pour décrire le groupe secret des habitants de l'île qu'ils considèrent comme « l'ennemi ». Les « Autres » vivent sur l'île depuis de nombreuses années, bien avant le crash du vol 815 en 2004 ou encore l'arrivée du Projet Dharma sur l'île dans les années 1970. Les « Autres » ne semblent pas avoir un nom pour eux-mêmes, bien que Benjamin Linus les ait décrits comme « les bons ». Les membres du Projet Dharma faisaient référence au groupe comme les « Ennemis ».

## Grandes lignes
Les « Autres » sont mystérieux et secrets, refusant de s'expliquer aux étrangers. Ils tuent tous ceux qu'ils perçoivent comme une menace pour eux-mêmes ou l'île. Les « Autres » sont dirigés par une seule personne à la fois, un leader (Benjamin Linus au début de la série) qui, à son tour, prend ses ordres de Jacob, un homme apparemment sans âge, aux capacités mystérieuses dont celles de rendre une personne immortelle ou d'amener les gens vers l'île. Richard Alpert ne peut pas vieillir grâce à Jacob, et en retour, il doit servir d'intermédiaire entre lui et le chef actuel des « Autres ». Au début de la série, la plupart des « Autres » semblent avoir été recrutés dans le monde extérieur. Une raison à cela est que les femmes enceintes ayant conçu sur l'île meurent à leur terme si elles restent sur l'île avant de pouvoir donner naissance. La cause de cette mortalité est inconnue, mais elle n'avait pas lieu dans les décennies précédentes puisque des personnages comme Ethan Rom, Miles Straume et Charlotte Lewis sont nés sur l'île.
Dans leurs rapports initiaux avec les survivants du vol 815, les « Autres » prennent l'apparence d'hommes primitifs. Ils portent des vêtements en lin cousu, des nu-pieds et de fausses barbes pendant un certain temps. Richard Alpert a été en mesure de voyager aux États-Unis depuis les années 1950 et semble avoir formé Mittelos Laboratories au plus tard au début des années 1970, quand il tente de recruter John Locke, alors qu'il était au lycée. L'ancien leader Charles Widmore est également cité comme ayant quitté l'île à plusieurs reprises, raison invoquée pour justifier son renvoi des « Autres ». Depuis leur victoire sur le Projet Dharma, le groupe est devenu relativement avancé technologiquement, et à un moment donné, ont la possibilité de communiquer régulièrement avec le monde extérieur grâce à un sous-marin et une liaison directe télévisuelle.
Les « Autres » sont des experts dans la discrétion. Ils sont difficiles à suivre, ne laissant pratiquement aucune trace derrière eux. Ils sont également capables de se cacher assez efficacement, se déplaçant sans faire de bruit. Dans l'épisode LaFleur de la cinquième saison, Richard Alpert est capable de pénétrer la clôture à ultra-sons du Projet Dharma avant d'être détecté, affirmant que la clôture « peut repousser d'autres choses, mais pas nous ». Des chuchotement mystérieux annoncent parfois l'apparition des « Autres ». Dans l'épisode Jughead de la cinquième saison, il est révélé que les « Autres » peuvent parler le latin et l'utilisent pour communiquer quand des étrangers sont présents. L'épisode Across the Sea fait allusion à l'une des raisons possibles pour cet usage du latin, quand il est révélé que la langue maternelle de Jacob et de son frère est le latin (ce qui indique également que l'épisode se déroule il y a plusieurs siècles, quand cette langue était encore d'usage courant).

## Motivations
Les motivations exactes des « Autres » restent floues, si ce n'est qu'ils sont fanatiquement dévoués à la protection de l'île à tout prix. Du point de vue des survivants du vol 815, leurs interactions ont régulièrement paru malveillantes et manipulatrices. Ils ont enlevé des enfants, y compris Alex Rousseau lorsqu'elle était bébé, Walt Lloyd, et les survivants de la queue de l'avion Zach et Emma. Leurs motivations semblent liées au fait que les « Autres » n'ont pas réussi à accoucher sur l'île. Cette impossibilité de naissance est également l'une des études qu'ils mènent, et cela explique, en partie, pourquoi Benjamin Linus ne permet pas à Juliet Burke de quitter l'île (en plus de son amour pour elle), comme on le voit dans les épisodes One of Us et The Other Woman. À certains moments, des « Autres » semblent prêts à se sacrifier pour leur cause, comme lorsque Bea Klugh encourage Mikhail Bakunin de la tuer plutôt que d'être capturée.
Le groupe est intéressé par ceux qui sont considérés comme « spéciaux » sur l'île : Walt, par exemple, qui apparaît parfois dans des endroits où il ne pouvait pas avoir été, et John Locke, qui a retrouvé l'usage de ses jambes en dépit d'être paralysé. À plusieurs reprises, les « Autres » prétendent que Walt est « très spécial », et Ben Linus annonce durant sa captivité à la station « Le Cygne » qu'ils ne leur rendront jamais Walt. Ils lui rendront finalement sa liberté à la fin de la deuxième saison.

## Recrutement
Les « Autres » ont soit été recrutés dans le monde extérieur, comme Juliet Burke, soit ont rejoint le groupe après leur arrivée sur l'île (par choix ou par enlèvement). Un certain nombre d'adultes qui a survécu au crash du vol 815 ont été enlevés. Dans l'épisode The Man from Tallahassee de la troisième saison, Ben dit à Locke qu'il a fait venir la plupart des « Autres » sur l'île. Au cours de leurs rencontres avec les survivants du crash, les « Autres » ont tué ou tenté de tuer plusieurs d'entre eux.
Une grande partie du mode opératoire des « Autres » est l'utilisation de listes. Lorsque le vol 815 s'est écrasé, Ben a immédiatement ordonné à Goodwin et Ethan d'infiltrer les survivants et de préparer des listes dans les trois jours. La première nuit, les « Autres » ont apparemment été en mesure d'enlever au moins trois personnes, et ont tenté d'enlever Eko. Au cours de ces premiers jours, Ben a demandé à Mikhail Bakunin de se procurer des informations sur chaque passager du vol 815, en utilisant les ordinateurs de la station Flamme. Une semaine plus tard, les « Autres » sont retournés enlever neuf survivants de la queue de l'avion, cette fois grâce à la liste écrite par Goodwin. Il est révélé plus tard que Jacob avait choisi les personnes à enlever, et que Goodwin a fait du lobbying « presque trop dur » pour que Ana-Lucia soit inclus. Notamment, dans l'épisode I Do de la troisième saison, Pickett affirme que Jack « n'était de toute façon pas sur la liste de Jacob ».
Depuis ce temps, plusieurs survivants du vol 815 ont été vus parmi les « Autres ». Ils ne semblent pas avoir été lésés, ils semblent avoir une totale liberté de se déplacer, ils n'ont jamais demandé de l'aide aux autres survivants, et ils n'ont jamais tenté de s'évader.

## Habitation
Au début de la série, les « Autres » vivent dans des baraquements peints en jaune, construits par le Projet Dharma pour loger les employés, qu'ils se sont appropriés après le massacre des membres du Projet Dharma lors d'un événement connu sous le nom de purge. Il s'agit d'un lieu agréable de type banlieue, avec des maisons contenant du mobilier, une plomberie intérieure, et de l'électricité. Les baraquements comprennent de nombreuses commodités de la vie moderne, tels que des fours, des livres relativement nouveaux, et des lecteurs de CD. Il existe même un club de lecture. Les baraquements sont entourés par un périmètre de défense capable de générer une impulsion sonore pour écarter les intrus, y compris « le monstre de fumée noire ». Les « Autres » ont également occupé ou utilisé beaucoup de stations de recherche du Projet Dharma. Il semble que l'occupation des baraquements soit une idée de Ben, chose à laquelle s'opposera Locke. Après que Ben a quitté l'île, les « Autres » ne semblent pas être retournés aux baraquements. En outre, les « Autres » ont implanté des recruteurs partout dans le monde, y compris Kiev, le Canada, Miami et Los Angeles. Eloise Hawking exploite la station « La Lanterne » à Los Angeles, et Ben Linus est aidée par une femme nommée Jill qui dirige une boucherie à Los Angeles et qui connait aussi l'île.
Quand ils ne vivent pas dans les baraquements, les « Autres » semblent être des nomades, installant des camps dans la jungle et se déplaçant selon leurs besoins. Dans la deuxième saison, ils utilisent un camp de pêche primitif sur la côte nord de l'île, qui comprend une paire de portes du Projet Dharma construites sur le flanc d'une paroi rocheuse pour tromper les étrangers. Ils ont également un autre lieu d'habitation connu sous le nom de « Temple », qui sert de refuge. À la fin de la troisième saison, Ben demande à Richard d'emmener les « Autres » là-bas. Selon Ben, le Temple est à environ un jour et demi de marche des baraquements. Des hiéroglyphes mystérieux sont inscrits dans les tunnels et sur le mur extérieur. Dans Whatever Happened, Happened, Richard Alpert emmène Benjamin Linus mortellement blessé lorsqu'il a 12 ans pour le guérir, au prix de son innocence et d'appartenir pour toujours aux « Autres ».
Dans la série les Autres vivent aussi sur l'île de l'Hydre, île plus petite que celle de départ. Ils y exploitent les stations Dharma, et y font travailler Kate et Sawyer pour créer une piste d'avion.

## Histoire
Bien des gens sont venus et ont vécu sur l'île avant les « Autres » mais ils sont tous morts principalement à cause de l'homme en noir qui les a tués et de Jacob qui ne les a pas guidés. Quand Richard Alpert est arrivé sur l'île en 1867, Jacob l'a nommé comme son représentant auprès des personnes qu'il a amené sur l'île et lui a demandé d'intervenir pour lui quand il le demanderait. En échange, Jacob a garanti l'immortalité à Richard. Depuis, Richard a aidé Jacob à guider les personnes amenées sur l'île selon la volonté de Jacob.
Durant les années 1950, des militaires de l'armée américaine sont arrivés sur l'île, apportant avec eux une bombe à hydrogène portant le nom de code « Jughead ». Richard Alpert affirme qu'il a tenté une solution pacifique, mais à la fin, les « Autres » ont tué les militaires. Dans les années 1970, le Projet Dharma est venu sur l'île. Après le conflit initial, une trêve a été conclue entre les deux groupes. Il s'agit notamment de règles très strictes sur quelles parties de l'île appartenaient à chaque groupe. La trêve a pris fin lorsque Benjamin Linus a tué tous les membres du Projet Dharma, rendant le contrôle total de l'île aux « Autres ».
Peu de temps après le crash du vol 815 sur l'île, les survivants sont entrés en conflit avec les « Autres ». Au cours de la série, une douzaine de survivants du vol 815 ont été enlevés par les « Autres ». La plupart d'entre eux venaient de la queue de l'avion, dont Goodwin a été en mesure d'achever la liste des passagers (avant d'être tué par Ana-Lucia), tandis qu'Ethan a été découvert puis tué par Charlie avant qu'il ne puisse faire la même chose pour les passagers du reste de l’avion. Les hostilités entre les deux groupes ont conduit à une bataille sur le camp des survivants situé sur la plage dans laquelle de nombreux « Autres » ont été tués et blessés par les survivants. Depuis la fin de la quatrième saison, cependant, les « Autres » sont montrés comme étant moins antagonistes, puisque les deux groupes s'allient contre une bande de mercenaires arrivée par cargo, envoyée par un ancien chef des « Autres », Charles Widmore.
Avec la mort de Jacob, un deuxième groupe d'« Autres » au Temple a protégé certains des survivants et a montré une grande inquiétude à la suite de la disparition de Jacob. Une partie de ce groupe a depuis lors été tuée par l'homme en noir, tandis que d'autres l'ont suivi dans la jungle.